# Eupithecia decrepita
Eupitecia decrepita es una especie de polilla de la familia Geometridae. La especie fue descrita por primera vez por András Mátyás Vojnits en 1982 con distribución en Armenia. La especie holotipo fue descrita en el monte Sojuch y Ordubad en el sur de Armenia.